# 90711 Stotternheim
90711 Stotternheim este o planetă minoră (asteroid) din centura de asteroizi. A fost descoperită pe 10 octombrie 1990 la Tautenburg de Freimut Börngen. 
Obiectul prezintă o orbită caracterizată de o semiaxă mare de 2,3347658745008 UAi, o excentricitate de 0,14, o înclinație de 3,8 ° în raport cu ecliptica.